# Alexander Cox
Alexander Cox (Zeist, 10 januari 1978) is een Nederlands hockeycoach en voormalig hockeyer.
Cox speelde in zijn hockeycarrière voor Schaerweijde en vanaf 2003 in de Nederlandse Hoofdklasse bij SCHC uit Bilthoven. Hij stopte na drie seizoenen als speler en legde zich vervolgens toe op het coachingsvak. 
Vanaf 2006 nam Cox de leiding in handen over Heren 1 van Schaerweijde in de Overgangsklasse. In 2008 stapte hij over naar Hoofdklasser HGC hij nam de leiding over gedurende één seizoen van Paul van Ass. Van 2009 tot en met 2011 was Cox coach bij Dames 1 van Laren, dat eveneens in de Hoofdklasse actief is geweest. Hierna werd hij assistent onder Max Caldas bij de Nederlandse vrouwenhockeyploeg. 
Tussen 2012 en 2020 was Cox coach van de Heren 1 van SV Kampong Hockey. Hier werd hij kampioen in 2017 en 2018. Het stokje werd overgenomen door Roelant Oltmans.
Cox vervolgde zijn loopbaan als hoofdcoach bij AH&BC.